# Association internationale des arts plastiques

Logo

L'Association internationale des arts plastiques est une organisation non gouvernementale internationale (ONG), affiliée à l'Unesco, qui défend les droits matériels et moraux des artistes au niveau international.
Créée en 1954 à l'initiative de l'Unesco et de 92 pays membres (40 en Europe), elle regroupe des organisations d'artistes visuels œuvrant en  peinture, sculpture, arts graphiques et autres arts visuels.

## Publications
Avec le soutien financier de l'Unesco :
- L'Art et le Public,
- La Situation sociale économique et professionnelle des artistes,

## Assemblées générales
- 1995 à Mexico
- 2002 à Athènes
- 2005 à Pékin

## Présidents
- François Baron-Renouard (entre 19?? et 19??)
- Marie-Aimée Tirole (1992)
- Rosa Maria Burillo, Mexico (2011)